# Midtjyske Jernbaner

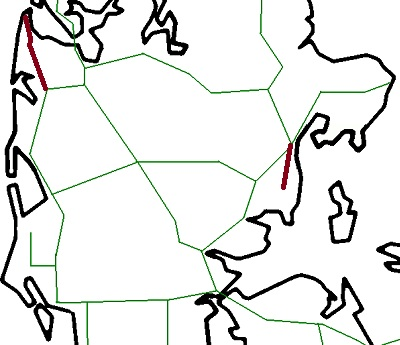
Strecken der Midtjyske Jernbaner (braun)

Midtjyske Jernbaner A/S ist ein dänisches Eisenbahnunternehmen mit Sitz in Lemvig. Die Aktiengesellschaft wurde 2008 gebildet, indem Hads-Ning-Herreders Jernbanen (HHNJ) und Lemvigbanen fusionierten.

## Aufgaben
Midtjyske Jernbaner betreibt zwei Strecken des dänischen Eisenbahnnetzes:
- Odderbanen zwischen Aarhus und Odder in Ostjütland,
- Lemvigbanen zwischen Vemb, Lemvig und Thyborøn in Nordwestjütland.

Zusätzlich bedient sie als Eisenbahnverkehrsunternehmen die
- Lemvigbanen.

Die Verbindung Aarhus–Odder bedienen seit Dezember 2012 die Dänischen Staatsbahnen DSB als Teil der neu eingerichteten Aarhus Nærbane.

## Aktionäre
Aktionäre von Midtjyske Jernbaner sind v. a. öffentliche Verkehrsbetriebe und Gebietskörperschaften: Die Verkehrsgesellschaft Midttrafik besitzt mit 87,7 % die Aktienmehrheit; die Kommune Lemvig hält 11,6 %, die Kommune Holstebro 0,1 % und private Kleinaktionäre zusammen 0,6 %.

## Geschäftsführung
Erster Geschäftsführer der Gesellschaft war Knud Vigsø Lauridsen, der vorher schon die Lemvigbane leitete. Er wurde am 1. März 2009 von Erik Hansen abgelöst. Ab Mai 2013 übernahm Martha Vrist Kjælder dieses Amt, nachdem sie dies schon einige Zeit kommissarisch innehatte.